# 大島美和
大島 美和（おおしま みわ）は、日本の女性アニメーター、キャラクターデザイナー。スタジオ・ライブ所属。東京都出身。
高校卒業後、スタジオ・ライブに入社。以来、同スタジオを代表する人気アニメーターの1人として活躍中である。2009年6月、『大島美和イラスト作品集 Colors』（エムディエヌ（MdN））を刊行した。

## 参加作品

### テレビアニメ
1991年
- ドラゴンボールZ（動画）
- きんぎょ注意報!（1991年 - 1992年、動画）

1992年
- 美少女戦士セーラームーン（1992年 - 1993年、原画）

1996年
- ドラゴンボールGT（原画）

1996年-
- 名探偵コナン（サブキャラクターデザイン・作画監督・作画監督補・原画・OP原画）

1997年
- 超魔神英雄伝ワタル（1997年 - 1998年、原画）

2000年
- サクラ大戦TV（原画）

2001年
- スターオーシャンEX（OP・ED原画）
- あぃまぃみぃ!ストロベリー・エッグ（原画）

2002年
- ぱにょぱにょデ・ジ・キャラット（原画）
- りぜるまいん（キャラクターデザイン・総作画監督）
- 円盤皇女ワるきゅーレ（作画監督・原画）
- 王ドロボウJING（原画・オープニングアニメーション）

2003年
- 成恵の世界（アイキャッチ）
- 妄想科学シリーズ ワンダバスタイル（作画監督）
- 円盤皇女ワるきゅーレ 十二月の夜想曲（OP原画）

2004年
- A15シリーズ（変身3部作）
  - 超変身コス∞プレイヤー（キャラクターデザイン・総作画監督・原案）
  - ヒットをねらえ!（キャラクターデザイン・総作画監督・原案）
  - LOVE♥LOVE?（キャラクターデザイン・総作画監督・原案）

- グレネーダー 〜ほほえみの閃士〜（作画監督・原画・OPED原画）
- 神無月の巫女（原画）

2005年
- ハチミツとクローバー（原画）
- ぺとぺとさん（作画監督）

2006年
- 落語天女おゆい（キャラクターデザイン・総作画監督・OPアニメーション作画監督・EDイラスト）
- 彩雲国物語（2006年 - 2008年、キャラクターデザイン・総作画監督）
- BLACK BLOOD BROTHERS（原画）

2008年
- 仮面のメイドガイ（ED原画）
- 恋姫†無双（メインキャラクターデザイン・総作画監督）
- マクロスF（第10話第二原画）
- 伯爵と妖精（原画）

2009年
- 真・恋姫†無双（メインキャラクターデザイン・総作画監督）

2010年
- バカとテストと召喚獣（キャラクターデザイン・総作画監督）
- 真・恋姫†無双 〜乙女大乱〜（メインキャラクターデザイン・総作画監督）

2011年
- 俺の妹がこんなに可愛いわけがない（アイキャッチパッケージデザイン）※Web配信回
- バカとテストと召喚獣にっ!（キャラクターデザイン・総作画監督）
- にゃんぱいあ The Animation（原画）
- C3 -シーキューブ-（キャラクターデザイン・総作画監督）

2012年
- 黄昏乙女×アムネジア（原画・OP原画）
- ココロコネクト（作画監督）
- 神様はじめました（作画監督・原画・OPED原画）

2013年
- GJ部（キャラクターデザイン・OPED作画監督・アイキャッチ）
- ちはやふる2（作画監督）
- うたの☆プリンスさまっ♪ マジLOVE2000%（作画監督・主題歌アニメーション原画）
- あいうら（OP原画）
- アラタカンガタリ〜革神語〜（OP原画）
- HUNTER×HUNTER（第2作）（原画）
- 私がモテないのはどう考えてもお前らが悪い!（作画監督）
- リトルバスターズ!（原画）

2014年
- ノブナガ・ザ・フール（原画）
- とある飛空士への恋歌（OP原画）
- 繰繰れ! コックリさん（キャラクターデザイン・総作画監督）

2015年
- 神様はじめました◎（作画監督・原画・OPED原画）
- 緋弾のアリアAA（キャラクターデザイン）

2016年
- あんハピ♪（キャラクターデザイン・総作画監督・OPED作画監督）
- ももくり（キャラクターデザイン・総作画監督・OP作画監督）
- ステラのまほう（作画監督）

2017年
- にゃんこデイズ（キャラクターデザイン・作画監督・テーマソング原画）
- 武装少女マキャヴェリズム（総作画監督）
- 賭ケグルイ（作画監督）
- 妹さえいればいい。（作画監督）

2018年
- ゆるキャン△（作画監督）
- Phantom in the Twilight（デザインワークス）
- ゾンビランドサガ（作画監督）

2019年
- 明治東亰恋伽（作画監督）
- 世話やきキツネの仙狐さん（キャラクターデザイン・総作画監督）
- みだらな青ちゃんは勉強ができない（キャラクターデザイン・総作画監督）

2020年
- 乙女ゲームの破滅フラグしかない悪役令嬢に転生してしまった…（キャラクターデザイン・総作画監督）

2021年
- ゆるキャン△ SEASON2（作画監督）
- 乙女ゲームの破滅フラグしかない悪役令嬢に転生してしまった…X（キャラクターデザイン・総作画監督）
- ジャヒー様はくじけない!（総作画監督）

2022年
- 名探偵コナン ゼロの日常（原画・ED原画）
- 黒の召喚士（キャラクターデザイン・総作画監督）
- 最近雇ったメイドが怪しい（第8話総作画監督）

2023年
- 政宗くんのリベンジR（作画監督）

2024年
- 佐々木とピーちゃん（総作画監督）

2025年
- ブスに花束を。（キャラクターデザイン・総作画監督）

### 劇場アニメ
1998年
- 名探偵コナン 14番目の標的（原画）

2000年
- 劇場版カードキャプターさくら 封印されたカード（原画）
- 名探偵コナン 瞳の中の暗殺者（原画）

2001年
- 名探偵コナン 天国へのカウントダウン（原画）
- Di Gi Charat 星の旅（原画）

2003年
- 名探偵コナン 迷宮の十字路（原画）

2005年
- 名探偵コナン 水平線上の陰謀（原画）
- それいけ!アンパンマン ハピーの大冒険（原画）

2013年
- 名探偵コナン 絶海の探偵（作画監督）

2014年
- それいけ!アンパンマン りんごぼうやとみんなの願い（原画）

2015年
- 名探偵コナン 業火の向日葵（作画監督補佐）

2019年
- ラブライブ!サンシャイン!! The School Idol Movie Over the Rainbow（作画監督）

2020年
- LIP×LIP FILM×LIVE〜この世界の楽しみ方〜（キャラクターデザイン）

2022年
- 名探偵コナン ハロウィンの花嫁（作画監督補佐）

2023年
- 劇場版 乙女ゲームの破滅フラグしかない悪役令嬢に転生してしまった…（キャラクターデザイン）

2025年
- ベルサイユのばら（作画監督）

### OVA
1991年
- 乙姫CONNECTION（動画）

1993年
- ぼくの地球を守って（ - 1994年、動画）
- 超時空世紀オーガス02（動画）

1994年
- MINKY MOMO IN 旅だちの駅（動画）

2002年
- こすぷれCOMPLEX（原画）

2003年
- Di Gi Charat劇場 ぴよこにおまかせぴょ!（ED原画）

2005年
- 円盤皇女ワるきゅーレ 星霊節の花嫁（OP原画）
- ストラトス・フォー アドヴァンス（原画）

2010年
- 灼眼のシャナS（作画監督）

2011年
- バカとテストと召喚獣 〜祭〜（キャラクターデザイン・総作画監督）

### Webアニメ
- こいけん! 〜私たちアニメになっちゃった!〜（2012年）Special Thanks・OP原画
- ももくり（2015年）キャラクターデザイン・総作画監督

### その他
- 魔法使いなら味噌を喰え!（2012年）キャラクターデザイン・総作画監督
- 僕の妹は「大阪おかん」（2012年）Blu-rayソフトジャケットデザイン
- 戦国†恋姫〜乙女絢爛☆戦国絵巻〜（2013年）OPアニメーションキャラクターデザイン